# Kostel svatého Jiljí (Rakovník)
Gotický kostel sv. Jiljí leží na západním okraji Rakovníka asi 1,2 km od jeho historického jádra. Postaven byl zřejmě v oblasti původního osídlení pozdějšího města a je chráněn jako kulturní památka České republiky. V současné době jej využívá k bohoslužbám pravoslavná církev, která ho má pronajatý od církve římskokatolické.

## Lokalizace a areál kostela
Areál kostela sv. Jiljí představuje významný urbanistický a krajinotvorný prvek na předměstí Rakovníka. V nepatrně svažitém terénu se rozkládá bývalý, již dávno zrušený hřbitov nepravidelného, přibližně lichoběžníkového půdorysu. V nejvyšší severní části hřbitova stojí kostel, v jihovýchodním koutě hřbitova je umístěna malá budova bývalé poustevny. Hřbitovní pole, dnes bez náhrobků, je obehnáno ohradní zdí s branou, do zdi je zasazeno 14 výklenkových kapliček křížové cesty. Podél ohradní zdi ze strany hřbitova rostou velké staré lípy.

## Historie

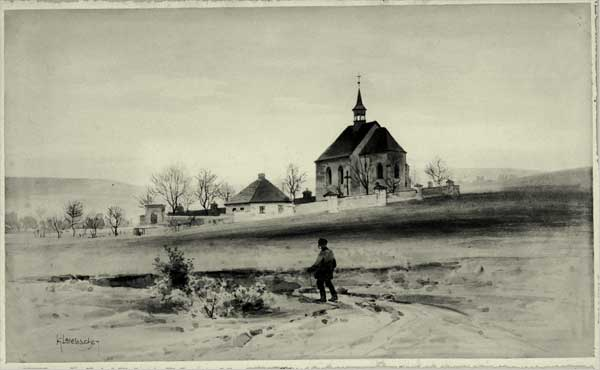
K. Liebscher: Kostel sv. Jiljí v Rakovníku

### 15. století
První dochovaná zmínka o blízkém mlýně a kapličce, která je předchůdcem kostela, pochází z roku 1430. Také zde bývala poustevna, kterou již v roce 1440 obýval poustevník Tóma. Původní malá raně gotická kaple je základem dnešního presbytáře. Až roku 1487 byla kaplička rozšířena o loď, kterou z odkazu sousedního mlynáře Vacka nechal postavit Jiřík, Vackův schovanec.

### 16. století
Roku 1521 byl kostel znovu pobit šindelem. Z daru Daniela, dalšího mlynáře, byla roku 1535 postavena nová hřbitovní zeď chráněná šindelovou stříškou. Když roku zemřel, byl pochován před hlavním oltářem. Dodnes má v kostele náhrobní desku s nápisem mlynarz Darec, tzn. mlynář dárce. V roce 1564 byla provedena oprava kostela italskými bratry Janem a Antonínem. Později roku 1570 byla postavena kruchta, která zaujímá celou západní část lodi. Schody na ni byly tehdy vedeny z vnitřku chrámové lodi. Po výstavbě nového rakovnického hřbitova v roce 1575 se u kostela sv. Jiljí přestalo pohřbívat. Roku 1584 došlo na opravu všech střech v areálu kostela (kostel, hřbitovní zeď i poustevna). Roku 1595 byla provedena celková vnitřní úprava kostela. Kostelík sv. Jiljí byl do té doby bez věžičky a zvonku, kterým bylo vyzváněno při občasných bohoslužbách.

### 17. století
V roce 1620, při srážkách vojska Fridricha Falckého, zimního krále, s císařskou armádou, byl kostelík pobořen. Zápasilo se o něj jako o výhodný strategický bod, následně císařské vojsko využilo hřbitov a vypálený kostelík jako dělostřelecké opory, odkud z baterie střílelo proti králově vojsku a do města. Tato bitva u Rakovníka probíhala od 27. října do 4. listopadu. Dne 5. listopadu, kdy nepřátelské vojsko odtáhlo, byly kostelík i poustevna vážně poničeny. Roku 1631 se rakovničtí dovolávali pomoci v opravě kostela také u arcibiskupa. Není jisté, zda jim vyhověl, nicméně kostelík s využitím původních zbytků zdí a klenby částečně opravili. Roku 1641 kostel znova vysvěcen. V roce 1660 byly již kostel i poustevna kompletně opraveny.

### 18. a 19. století
Za války o rakouské dědictví roku 1741 byl kostel znovu obsazen francouzskými vojáky, kteří jej používali jako prachárny. Poté byl kostel opuštěn, neboť nebyly peníze na jeho opravu. Kostel chátral, dřevěnou střechou teklo a krov hnil, stejně jako celá střecha. Kostelíku hrozila zkáza. Naštěstí se měšťané v poslední chvíli zasadili o jeho záchranu. Roku 1856 se tedy usnesli, že zdi presbytáře budou zvýšeny do výše zdí chrámové lodi. Takže hořejší římsa presbytáře měla být ve stejné výši s římsou lodi. Až dosud byl presbytář mnohem nižší než chrámová loď. Také zdi a střecha přístavku byly zvýšeny. První zmínka o přístavku je právě z roku 1856. Schody na kůr byly nově vyvedeny z přístavku a z okna v čelní západní stěně vznikly dveře na kruchtu. Téhož roku byla nahrazena klenba lodi rovným rákosovým stropem. Chatrná šindelová střecha byla nahrazena taškovou. Roku 1893 byla vyměněna cihelná dlažba v lodi a presbytáři za keramickou dlažbu z rakovnické Šamotky.

### 20. století
Roku 1960 byla opravena i hřbitovní zídka, k níž bylo přidáno 14 zděných kapliček s obrazy křížové cesty, malovaných na plechu. Město se tenkrát zavázalo udržovat křížovou cestu v náležitém pořádku, avšak tento závazek nedodrželo. Kostel a jeho okolí bylo znovu zničeno vojáky v 70. letech 20. století, kdy se stal terčem socialistických vojsk při cvičení. Kostel a okolí byl pak obětavostí pana Miloslava Tatíčka a několika farníků opraven a uveden do dnešního stavu. Miloslav Tatíček byl od roku 1968 administrátorem a vikářem v Rakovníku a v Kladně. Dnes kostel spravuje římskokatolická církev a v pronájmu jej mají pravoslavní, jejichž bohoslužby se zde konají, což je zřetelně vidět v interiéru.

## Architektura

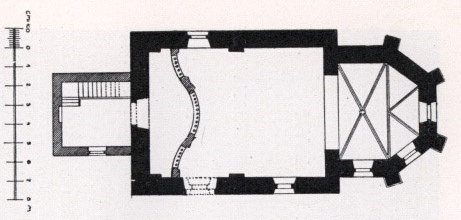
Půdorys kostela

### Exteriér
Kostelík sv. Jiljí je jednolodní drobnější stavba, k jejíž lodi obdélného půdorysu je připojen pětiboký presbytář na straně východní a předsíň na straně západní. Neveliká původní kaplička je dnešní presbytář kostelíka. Je to pět stran osmistěnu, jehož stěny mají ve čtyřech rozích opěrné pilíře z 4 m vysokého kvádroví, vyvstávajícího z 0,70 m vysoké trnože. Pilíře nejsou odstupňované a jsou ukončeny šikmou stříškou převedenou na zdivo presbytáře. Stříška má vpředu okapní římsu. Mezi pilíři jsou hrotitá (gotická) okna, veliká 0,75 x 1,75 m, bez kružeb. Okna jsou pouze tři, a to na stěně východní jedno a na stěně jižní dvě, na straně severní okna chybí. Kamenné ostění oken se na obě strany rozvírá. Skla jsou zasazena v dřevěných rámech z pozdější doby. Okna jsou chráněna železnými mřížemi. Hlavní loď má dva vchody, jeden na straně jižní, druhý na straně západní. Vchody jsou totožného rozměru 1,50 x 2,04 m, přepásané půlkruhem a mají přední hranu ostění skosenou. V jižní zdi kostela je hlavní vchod do chrámové lodi a dvě gotická okna. Na protější severní zdi se nachází další okno, tato okna jsou shodná s okny v presbytáři. Nad hlavním vchodem po levé straně je zabílený čtverhranný kámen, na němž prý byl reliéf kalicha. Stejný gotický vchod se nachází v západní zdi, je však dnes kryt přístavkem, který má vchod opět z jihu. Kostel má střechu krytou taškami, asi uprostřed hřebene lodi se vypíná osmiboký sanktusník zakončený jehlanem s křížem.

### Interiér
Interiér se skládá z presbytáře, hlavní lodi a přístavku. Presbytář je 5m široký, 4,70 m dlouhý a 4,45 m vysoký, je zaklenutý jedním polem křížové, žebrové klenby a v závěru pak paprskovitě. V presbytáři před hlavním oltářem je pískovcová náhrobní deska (0,64 x 1,45 m) s vytesaným mlýnským kolem. Kryje hrob mlynáře Daniela. Spojení presbytáře a hlavní lodi je tvořeno půlkruhovým vítězným obloukem. Oblouk má průměr 3,90 m a okosením zdůrazněné hrany vítězného oblouku začínají ve výšce 1,70 m od dlažby. Hlavní loď je 9,20 m dlouhá, 6,80 m široká a 5,90 m vysoká. Uprostřed podélných zdí zbyly po původní klenbě konzolky, které vystupují o 0,12 m ze zdi. Na vrchních deskách konsol je patrný tvar patky, jenž měl na obou rozích válečky. Dnes je strop rovný a obsahuje poklop pro vstup na střechu. Západní vchod do hlavní lodě v současné době vede do přístavku s vnitřními zaoblenými rohy. Dřevěné schodiště v předsíni směřuje k lomenému bývalému oknu v západním průčelí – dnes využívaného jako vstup na dřevěnou barokní kruchtu v lodi. Na dřevěném poprsníku kruchty, který je barokně prohnutý, jsou pěkně profilované čtyřboké kuželky. Kruchta je podepřena dvěma dřevěnými sloupy.

### Poustevna
Poustevna stojí v jihovýchodním rohu bývalého hřbitova u kostelíku. Již roku 1440 byla obývána poustevníkem Tómou. Je postavena z kamenného zdiva (obvodové zdi o síle 65 cm) na čtvercovém půdorysu, stropy jsou rovné, dřevěné a nízké. Téměř uprostřed poustevny se nachází klenutá čtverhranná černá kuchyně, z které ústí masívní komín do vrcholu jehlancové střechy kryté šindelem. Poustevníci opatrovali kostel a pomáhali s běžnými opravami, za což od obce dostávali deputát až do roku 1760. Do roku 1760 byl poustevníkem při sv. Jiljí Jan Fišer, bratr Cuzine, po jeho smrti byl nástupcem františkán bratr Kašpar Grell. Na naléhání rakovnických začal být deputát poustevníkům opět od roku 1773 vyplácen. Jméno posledního poustevníka při kostele není známo. Když císař Josef II. zakázal poustevničení, nebylo místo strážce kostela sv. Jiljí již obsazeno poustevníkem.

## Vybavení kostela

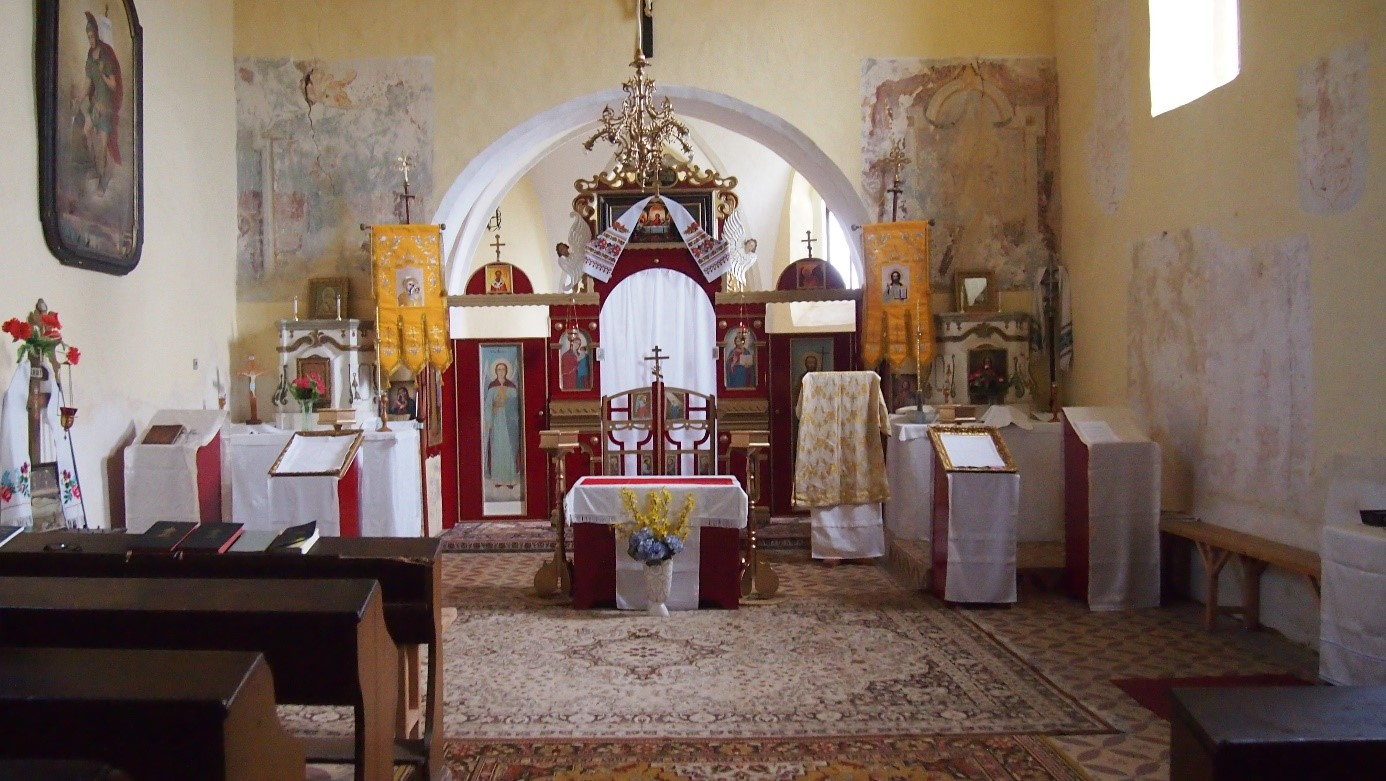
Pohled na oltář

Současný interiér je zdoben dle zvyklostí pravoslavné církve, která má kostel v pronájmu. Hlavní oltář je zdoben zaskleným obrazem sv. Jiljí v hrubě řezaném rámu (1 x 1,70 m). Světec je zde zobrazen s plnovousem v biskupském hávu s berlou a knihou. Berla, spona pláště a mitra jsou pozlaceny. Hlavní loď je vybavena dřevěnými lavicemi a je zde umístěno několik obrazů s náboženskou tematikou. Nad vítězným obloukem je umístěn dřevěný krucifix. Zbytky nástěnných maleb jsou z roku 1856, kdy byl kostel nově vymalován Františkem Hovorkou. Jsou zde obrazy svatých.

## Zajímavosti a pověsti
Historie a hlavně tradice místa nasvědčuje, že kostel sv. Jiljí je nejstarší stavební památkou Rakovníka. Původně snad pohanské kultovní místo bylo vystřídáno kapličkou u prastarého mlýna, který tu kdysi stál. Jméno donátora, ani rok, kdy byla kaplička postavena, není bezpečně známo. Je možné, že kapličku nechal postavit první majitel mlýna, který tu stával až do roku 1496, kdy jej smetla povodeň.
Pověst o vzniku sídla Rakovník: V době bídy prý chtěla místní mlynářka otrávit svoji rodinu raky, považovanými v té době za jedovaté. Pochopitelně se nikomu nic nestalo, naopak raci se stali vhodnou stravou a tak zde vznikla osada Raková, na jejíchž základech vznikl Rakovník. Podle jedné legendy byla kaple místem, kde nesměl být žádný zločinec zajat (azyl).

## Fotogalerie

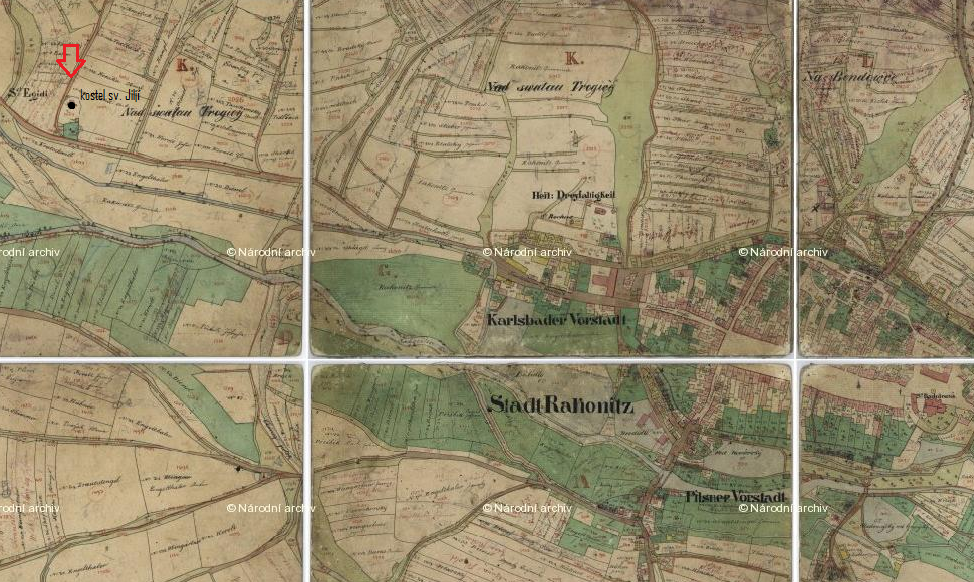
Situace z roku 1841, Mapa
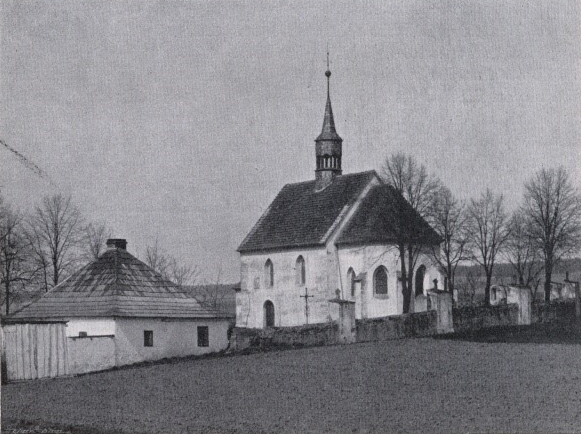
Fotografie kostela převzatá z věstníku muzejního spolku kr. města Rakovníka z roku 1912
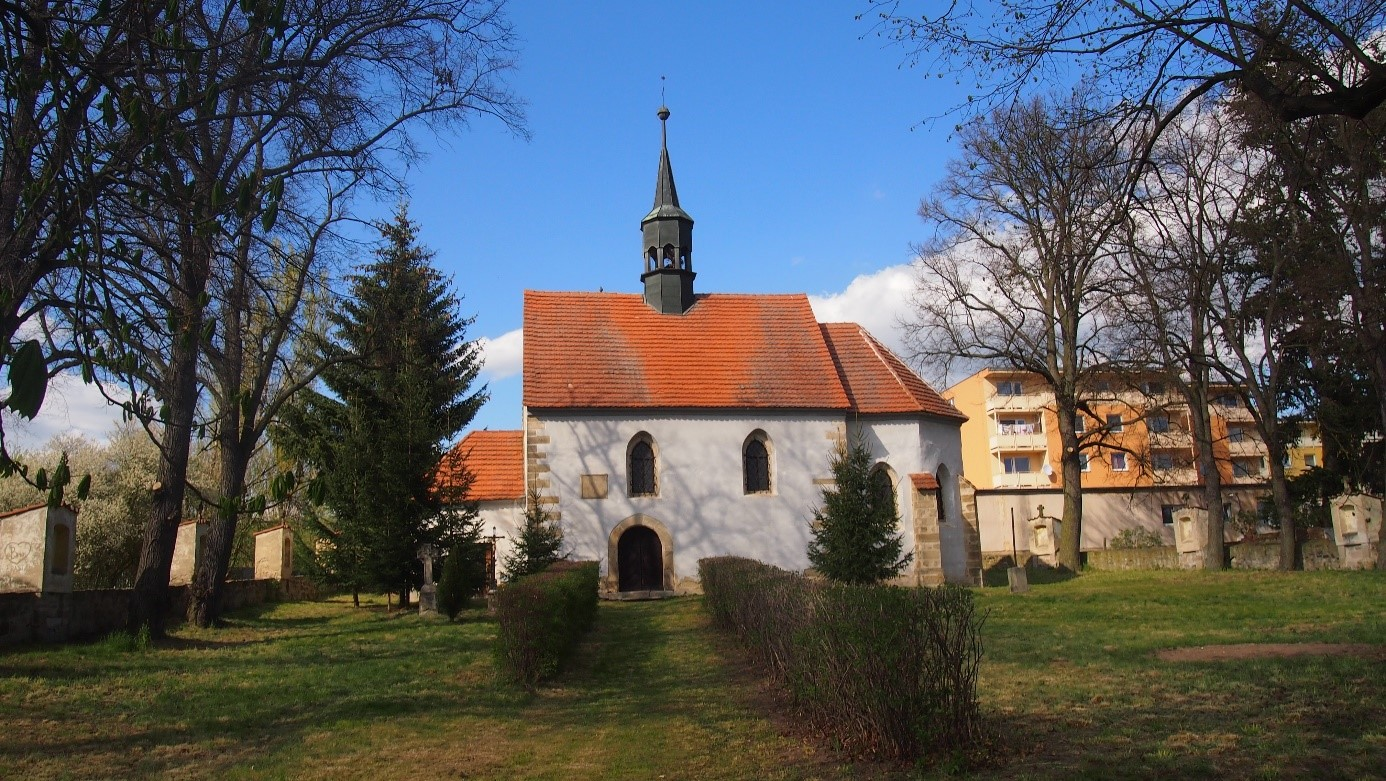
Kostel – pohled z jihu
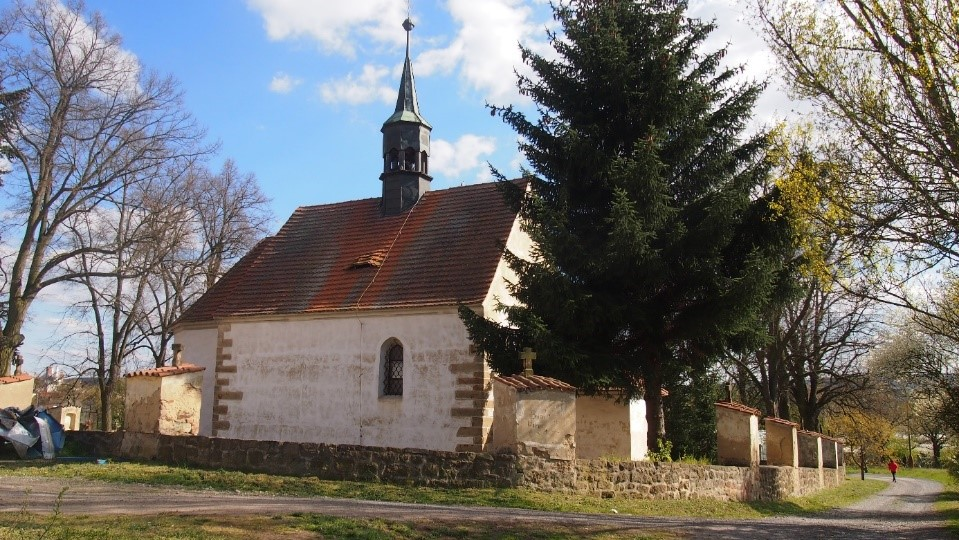
Kostel – pohled ze severu
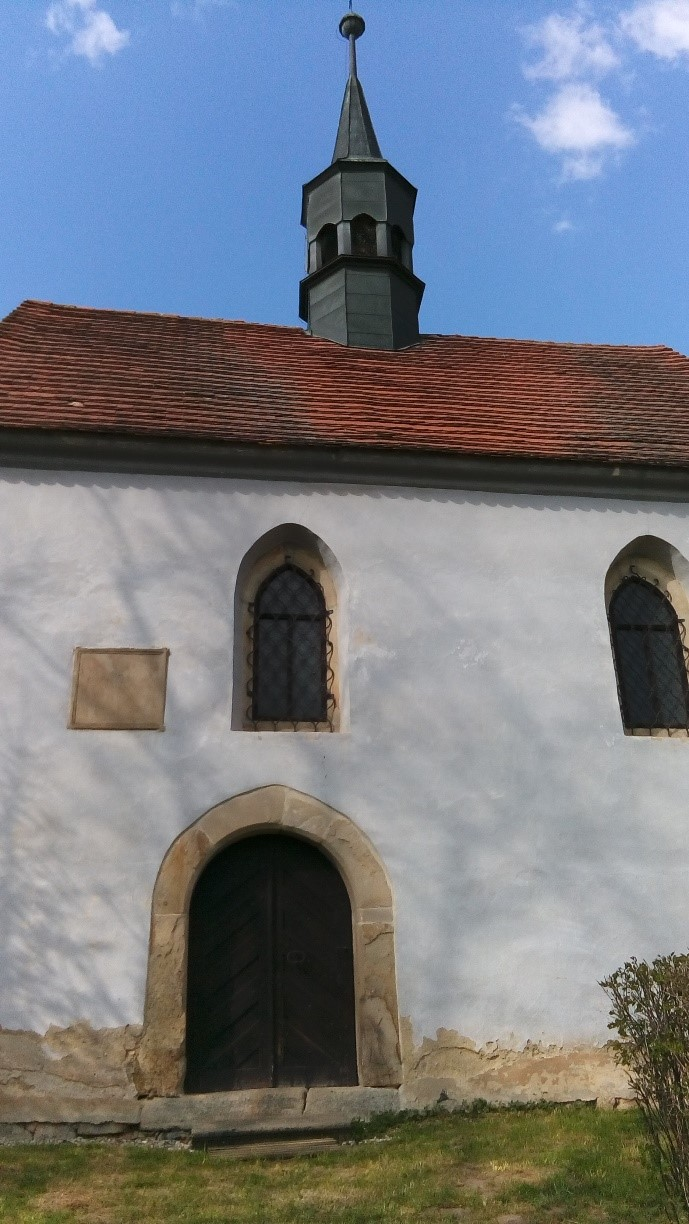
Vchod
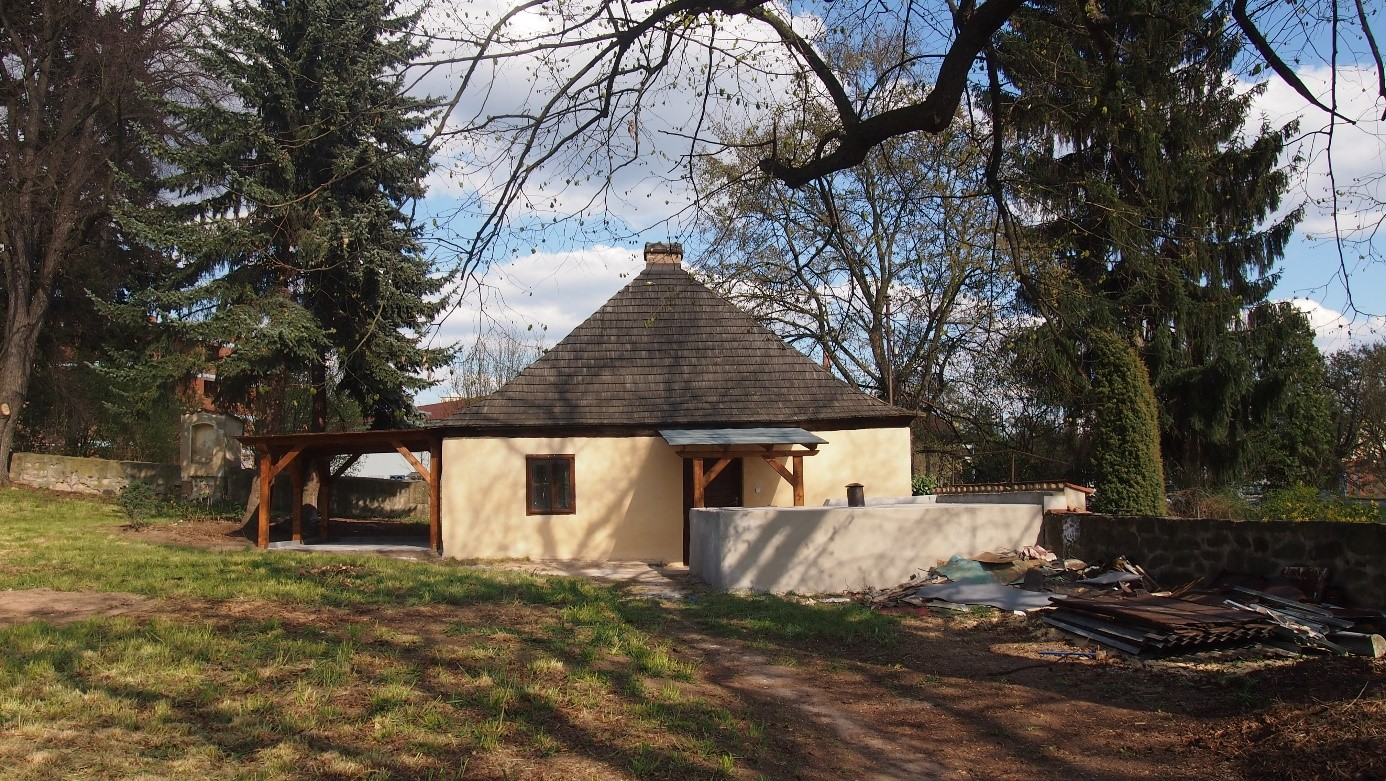
Poustevna
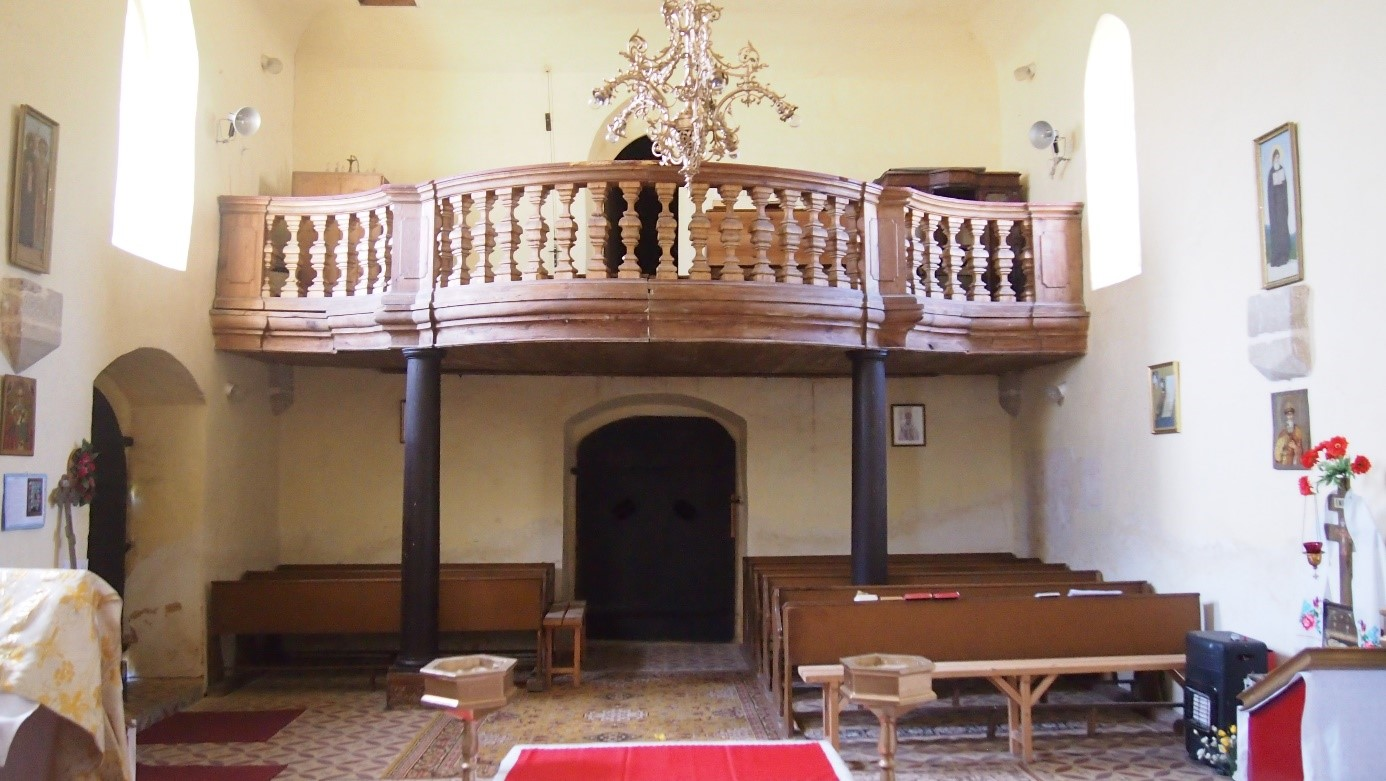
Pohled lodí na kruchtu
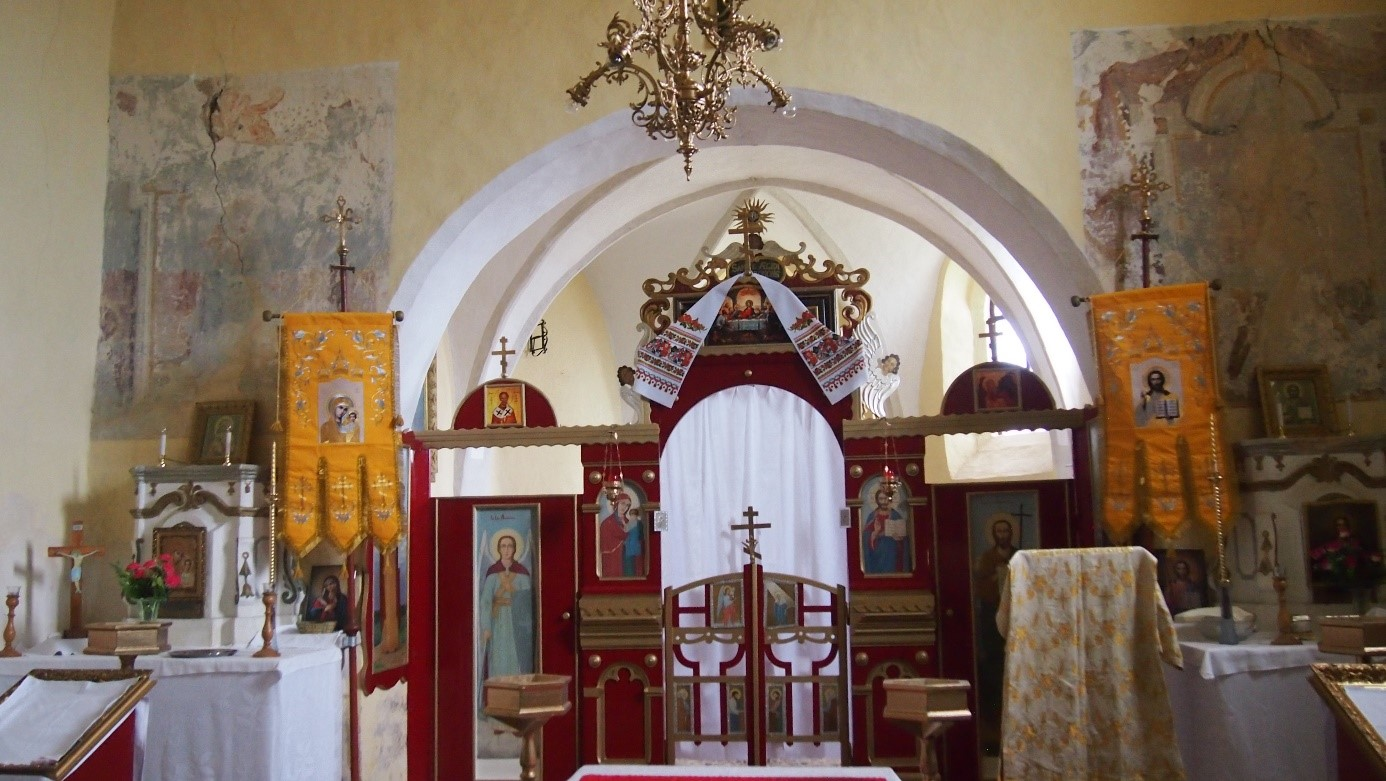
Pohled na oltář
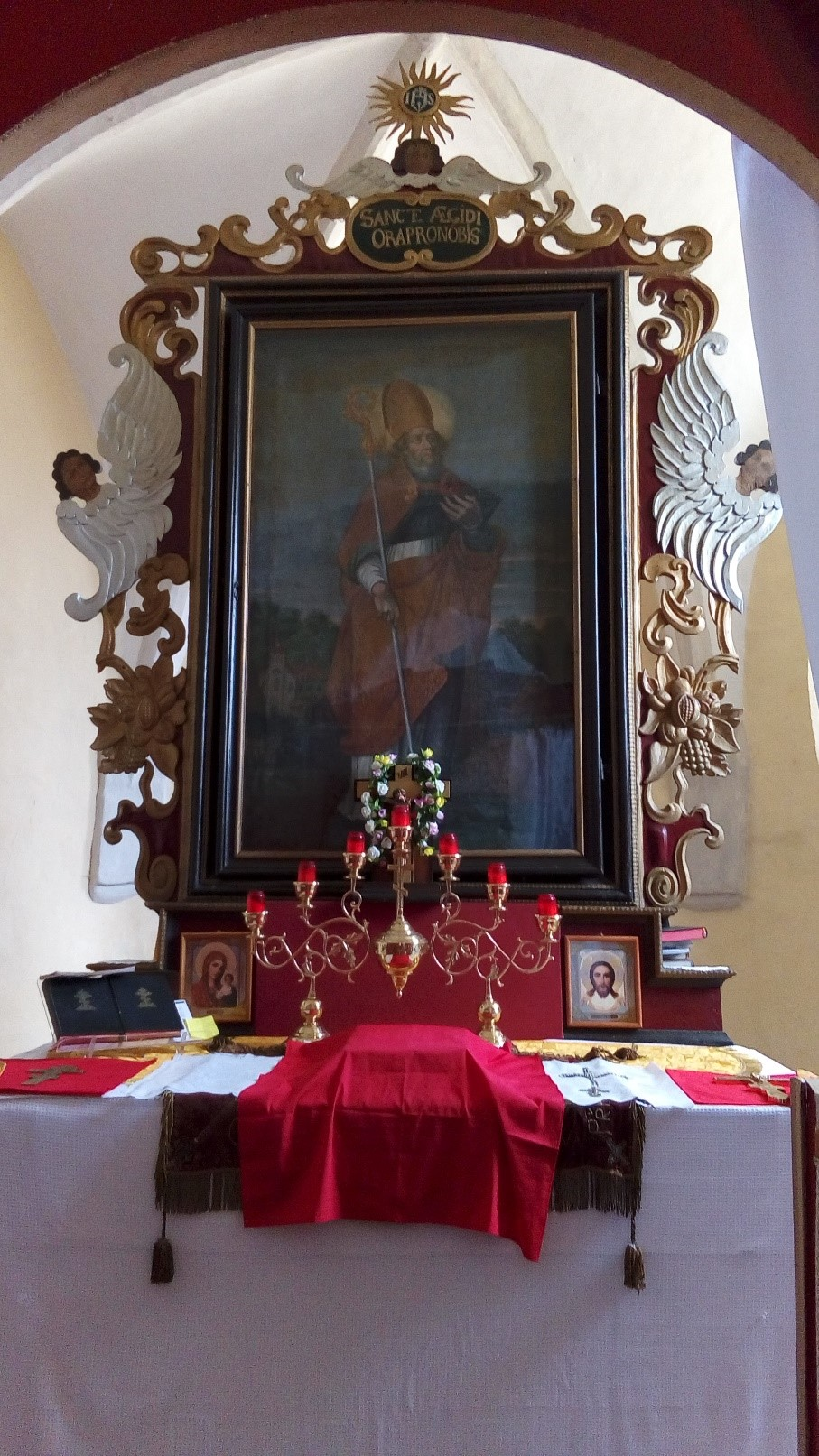
Hlavní oltář s obrazem sv. Jiljí